# Lo Zoo di 105 Compilation Vol. 8
Lo Zoo di 105 Compilation Vol. 8 è l'ottava compilation dell'omonimo programma radiofonico, pubblicata il 19 marzo 2013.

## Tracce[1]

### CD 1 (mixato da Pippo Palmieri)
1. Sigla Zoo by DJ Matrix - Voglio ascoltare lo Zoo – 1:59 (DJ Matrix)
2. I Follow Rivers (The Magician Remix) – 5:04 (Lykke Li)
3. Not A Saint – 4:58 (Vato Gonzalez vs. Lethal Bizzle & Donae'o)
4. I Could Be The One - Nicktim – 4:41 (Avicii vs. Nicky Romero)
5. All In You – 5:33 (Alex Gray & St. Philip feat. Sonny)
6. TNT – 4:59 (Hypernoise)
7. Need You There (Momentum) (Michael Calfan Vocal Extended) – 4:14 (Dimitri Vegas, Like Mike & Regi)
8. Elektrodo – 3:51 (Oled)
9. Playing With My Heart – 4:13 (Alex Gaudino feat. JRDN)
10. Burn The Disco – 4:02 (Felix da Housecat feat. will.i.am)
11. Money On My Mind – 3:47 (Dirtcaps & The Million Plan)
12. What I Might Do – 5:03 (Ben Pearce)
13. Better Than Yesterday – 5:53 (Sidney Samson feat. will.i.am)
14. Where I Stand (Karmon Extended Remix) – 5:19 (Fabo feat. Lostcause)
15. Clarity – 4:13 (Zedd feat. Foxes)
16. Ahi l'amore mamma mia – 4:43 (Richard Calabria (Alan Caligiuri))

### CD 2 (mixato da DJ Spyne)
1. Sigla Zoo by DJ Matrix - Voglio ascoltare lo Zoo – 1:59 (DJ Matrix)
2. Die Young – 4:48 (Ke$ha)
3. Apollo – 3:38 (Hardwell feat. Amba Shepherd)
4. Wild Girl – 5:41 (Kat DeLuna feat. DJ Yass Carter)
5. Get Up (Rattle) – 5:07 (Bingo Players feat. Far East Movement)
6. Turn Up The Bass – 3:58 (Spyne & Palmieri vs. Emanuel Nava)
7. Ordinary People – 6:04 (Sultan + Ned Shepard feat. Max'C)
8. Feel Love Down – 4:08 (Neely Foxx feat. Inbal Bakeman & Roby Fayer)
9. Heroes – 5:01 (Ben DJ)
10. Till The End – 5:47 (L-Eon)
11. Looking Back – 3:15 (The Only)
12. Can't Go Back – 4:03 (Infernal)
13. I'm In Love – 3:58 (Ola)
14. Señorita – 5:11 (Dr. Bellido feat. Papa Joe)
15. Latch – 6:11 (Disclosure feat. Sam Smith)
16. Stellar – 3:56 (Daddy's Groove)

### CD 3
- Alan in Love Story - 77:41